# الجرس والكتاب والشمعة
تشير عبارة الجرس والكتاب والشمعة (اختصار ل: إطو الكتاب واطفئ الشمعة ودق الجرس) إلى طريقة مسيحية لاتينية للحرمان الكنسي بلغة كنسية تُفرض على الشخص الذي ارتكب خطيئة جد خطيرة. من الواضح أن البابا زكريا قد أدخل هذا الطقس في منتصف القرن الثامن تقريبًا وكانت الكنيسة الرومانية الكثلية تستخدم هذا الطقس من قبل.

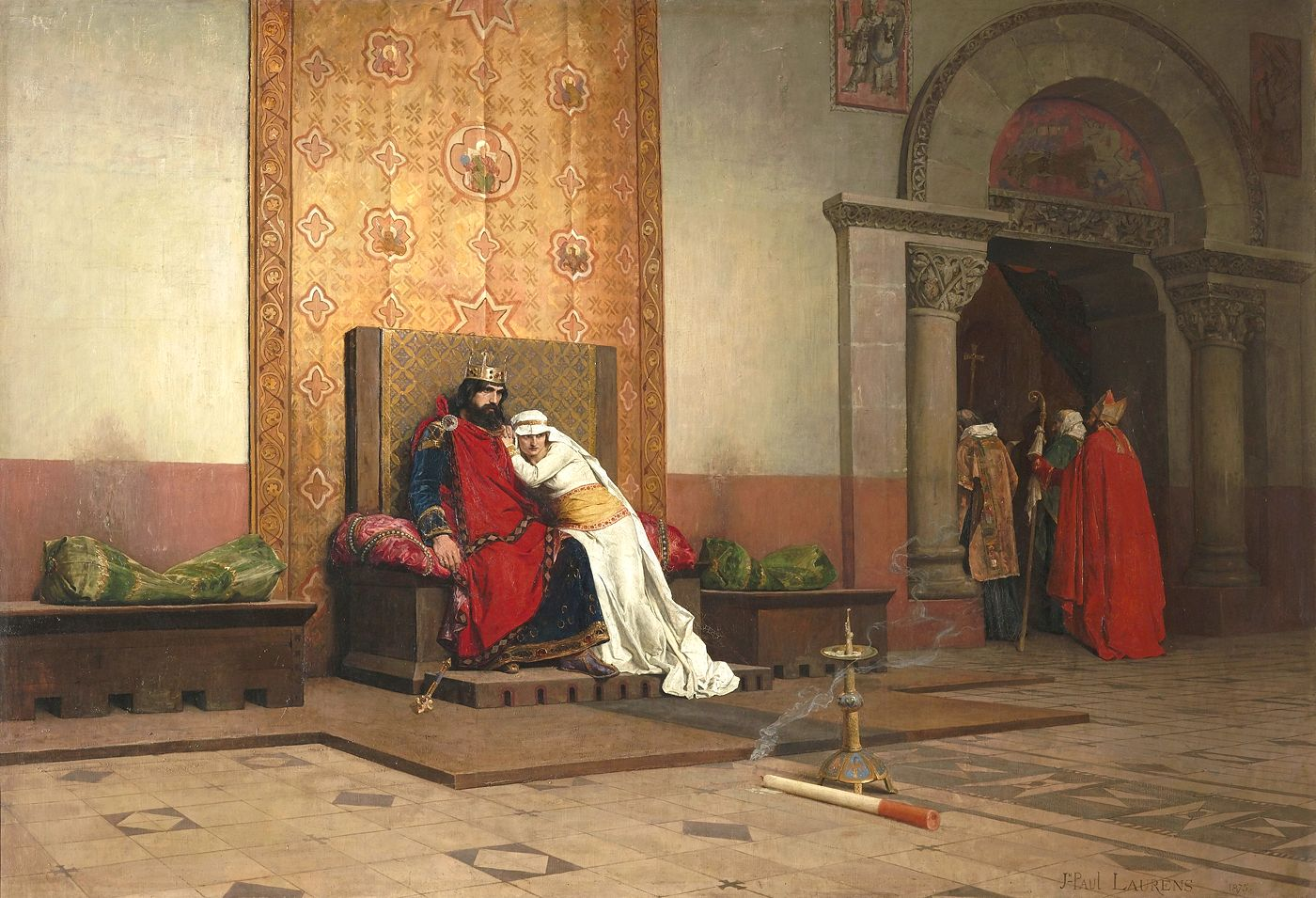
الحرمان الكنسي لروبرت الورع (1875) بريشة جان بول لورنس